# Seqocrypta hamlynharrisi
Seqocrypta hamlynharrisi là một loài nhện trong họ Barychelidae. Loài này phân bố ờ Queensland.